# 片岡義男
片岡 義男（かたおか よしお、1939年3月20日 -）は、日本の小説家、エッセイスト、写真家、翻訳家、評論家である。

## 人物
東京生まれ。祖父の片岡仁吉は山口県の屋代島（周防大島）出身で、ハワイに移民した人物。父の定一は米国の市民権を有する日系二世 である。父は若い頃に苦学をして米本土に渡り、金銭的に余裕ができると、横浜や神戸に遊びにきていた。母は近江八幡の古くから続く数珠屋の娘で、奈良女子高等師範学校を卒業して、山口県の岩国で女学校の講師をしていた。父母は岩国で見合い結婚をして、その後アメリカに戻る予定であったが、戦争が近づいていたため、アメリカにはもどれず、母の希望で東京に出る。父は家庭内では英語しか話さず、家庭は英語と関西言葉が飛び交う場所だった。のち2021年に、「日本語能力に百点満点があるとすれば、ぼく自身は65点ぐらい」と語る。5歳の時に戦時疎開で、父母が結婚した場所だった。
山口県の岩国に移り、6歳で終戦を迎える。広島に投下された原爆のキノコ雲を目撃した記憶があるという。父親の仕事の関係で10歳のとき広島県呉市に移り、少年前期を瀬戸内で過ごし13歳で東京に戻る。
中学時代に、GHQ関係の仕事をしていた父親が、破棄されるはずだったペーパーバックスを大量に持ち帰ったところ、それに興味を示してそれを分類し、自身でも居住地（世田谷区代田）の近所の古書店の店先になげだされていた、安値の古本を買うようになった。またこの頃、シャーウッド・アンダーソンの『ワイズバーグ・オハイオ』を読み、田舎の貧しい人々の暮らしが、絵や写真でなく、言葉のみで描写されていることに感銘をうける。
都立千歳高校卒業。高校時代から熱心に音楽を聴くようになる。ロックンロールが勃興する以前のアメリカ音楽に大きな影響を受け、黒人ボーカル・グループのゴールデン・ゲート・カルテットが登場する映画を観て衝撃をうける。同じころ、モダン・ジャズにも触れ始める。高校時代の最後の衝撃がプレスリーの登場だった。
早稲田大学第一法学部を卒業。大学卒業後に商社へ入社したが、三ヶ月で辞めている。
大学在学中の1960年代初頭より、早稲田の先輩の小鷹信光の紹介により、雑文家として活動を開始し、テディ片岡のペンネームでエッセイ、コラム、翻訳、ナンセンス小説等を『マンハント』や『ミステリマガジン』その他の雑誌に発表する傍ら、娯楽色の強い新書本などを手掛ける。
なお、「テディ」という筆名の由来は、名前を考えるにあたって編集者と打ち合わせをした時、たまたま保有したサリンジャーの短編集『ナイン・ストーリーズ』の最終話が「テディ」だったことによる。田中小実昌らが片岡を「テディ」と呼んだことで愛称としても定着した。また、三条美穂という女性名義も使用し、水野良太郎、広瀬正、伊藤典夫、豊田有恒、小鷹信光、しとう・きねおらとパロディ創作集団「パロディ・ギャング」を結成して活動する。しかし1970年、奥成達が編集長を務めた雑誌『東京25時』9・10月合併号に、サザエさんのパロディ漫画『サザエさま』を掲載（木崎しょう平作画）すると、原作者である長谷川町子の作品を管理する姉妹社から訴えられ、罰金50万円の支払いと謝罪広告の掲載がなされた。長谷川は飯沢匡との対談の中で、面白いならまだしも作品の出来が悪いことや、内容に悪意を感じたため、名誉を毀損されたと感じ裁判を起こしたとしている。
片岡義男名義では、1971年に三一書房より『ぼくはプレスリーが大好き』、1973年に『10セントの意識革命』を刊行。また、植草甚一らと共に草創期の『宝島』編集長としても活躍する。
1974年、野性時代5月号（創刊号）に掲載された『白い波の荒野へ』で小説家としてデビュー。翌年には『スローなブギにしてくれ』で第2回野性時代新人文学賞を受賞し、直木賞候補となる。1970年代後半からは「ポパイ」をはじめとする雑誌にアメリカ文化や、サーフィン、ハワイ、オートバイなどに関するエッセイを発表する傍ら、角川文庫を中心に1～2ヶ月に1冊のハイペースで新刊小説を量産。またFM東京の深夜放送番組「FM25時 きまぐれ飛行船〜野性時代〜」のパーソナリティを務めた他、パイオニアから当時発売されていたコンポーネントカーステレオ、「ロンサム・カーボーイ」のテレビCM のナレーションを担当するなど、当時の若者の絶大な支持を集めた。
代表作である『スローなブギにしてくれ』（東映と共同製作）、『彼のオートバイ、彼女の島』、『メイン・テーマ』、『ボビーに首ったけ』は角川映画で、また『湾岸道路』は東映で映画化されている。
近年は『日本語の外へ』などの著作で、英語を母語とする者から見た日本文化論や日本語についての考察を行っているほか、写真家としても活躍している。

## 著作
作品の大半は絶版となっているが、公式サイト（片岡義男.com）において全著作の電子化計画が進められている。また、著作権者自らの意思により、一部の作品は「青空文庫」にて公開されている。
なお『サザエさま』は公式サイトに記載が無い。

### テディ片岡名義
- 『C調英語教室』三一新書、1963年2月23日。NDLJP:2455066。
- もだん・めりけん 珍本市 紳士のベッドサイド・ブック 久保書店 1964
- 『味のある英会話』三一新書、1965年4月2日。NDLJP:2505732。
- 意地悪な本―あなたもやってみませんか!KKベストセラーズ 1968
- ハッスルする本 一読たちまち男性上位 双葉新書 1969
- 20世紀最後の珍本 5分間ごとに脳ミソがしびれる KKベストセラーズ 1969
- 笑わせる本 オッ!話の中味は珍品揃い 大和書房 1969 (ダイワブックス)
- テディ片岡ゴールデンデラックス 愛と真実を追求するメチャクチャ小説 三崎書房 1971（再版時「テディのナンセンス小説集」に改題）
- トイレ的発想の書 わあー,こりゃすごい 意地悪な本No.2 KKベストセラーズ 1971
- だじゃれ笑学校 KKベストセラーズ 1975（しとうきねおと共著）
- 意地悪ポケット本―こんな楽しみ、やめられない ワニ文庫 1984

### 三条美穂名義
- 『殺人鬼を追え 黒い追跡』ウェイド・ミラー 著／三条美穂 訳（久保書店［QTブックス］／1966年）
- 『これがホントのパズルでござる 頭のワルくなる本』パロディ・ギャング 編（コダマプレス［Q collections］／1966年）
- 『ザ・プレーボーイ 22人の男がたどった栄光と孤独の軌跡』三条美穂 編（久保書店／1967年）
- 『アッ！これは傑作 世界のグッド・アイデア』パロディ・ギャング 編（明文社［ナンバーワン・ブックス］／1969年）

### 片岡義男名義

#### 小説
- 『友よ、また逢おう』（1974年、角川書店／1981年、角川文庫）
- 『ロンサム・カウボーイ』（1975年、改版2015年、晶文社／1979年、角川文庫）
- 『スローなブギにしてくれ』（1976年、角川書店／1979年、2001年、角川文庫）
- 『トウキョウベイ・ブルース』（1980年、集英社コバルト文庫）
- 『彼のオートバイ、彼女の島』（1977年、角川書店／1980年、角川文庫）
- 『人生は野菜スープ』（1977年、角川書店／1980年、角川文庫）
- 『ハロー・グッドバイ』（1978年、集英社コバルト文庫）
- 『ボビーに首ったけ』（1978年、角川書店／1980年、角川文庫）
- 『波乗りの島』（1979年、晶文社／1980年、角川文庫／1993年、ブロンズ新社／1998年、双葉文庫）
- 『マーマレードの朝』（1979年、角川文庫）
- 『愛してるなんて とても言えない』（1979年、集英社コバルト文庫／1989年、集英社）
- 『ラジオが泣いた夜』（1980年、角川文庫）
- 『いい旅を、と誰もが言った』（1980年、角川書店／1981年、角川文庫／1998年、双葉文庫）
- 『ときには星の下で眠る』（1980年、角川文庫）
- 『味噌汁は朝のブルース』（1980年、角川文庫）
- 『どうぞお入り 外は雨』（1982年、集英社コバルト文庫）
- 『最終夜行寝台』（1981年、角川文庫）
- 『限りなき夏 1』（1981年、角川文庫）
- 『吹いていく風のバラッド』（1981年、角川文庫）
- 『夕陽に赤い帆』（1981年、角川文庫）
- 『俺のハートがNOと言う』（1981年、角川文庫）
- 『and I Love Her』（1982年、角川文庫）
- 『湾岸道路』（1982年、角川書店／1984年、角川文庫）
- 『Ten Years After』（1982年、角川文庫）
- 『彼女が風に吹かれた場合』（1982年、カドカワノベルズ／1984年、角川文庫）
- 『美人物語』（1982年、角川文庫）
- 『幸せは白いTシャツ』（1982年、角川文庫）
- 『8フィートの週末』（1983年、新潮文庫）
- 『ドライ・マティーニが口をきく』（1983年、角川文庫）
- 『メイン・テーマ』PART 1 - 3（1983年 - 1984年、角川書店／1985年 - 1987年、角川文庫）
- 『一日じゅう空を見ていた』（1984年、角川文庫）
- 『缶ビールのロマンス』（1984年、角川文庫）
- 『こちらは雪だと彼女に伝えてくれ』（1984年、集英社コバルト文庫）
- 『B面の最初の曲』（1984年、角川文庫）
- 『ふたり景色』（1984年、角川文庫）
- 『誰もがいま淋しい』（1984年、角川文庫）
- 『ボビーをつかまえろ』（1985年、角川文庫）
- 『寝顔やさしく』（1985年、角川文庫）
- 『心のままに』（1985年、角川文庫）
- 『さっきまで優しかった人』（1985年、新潮社／1988年、新潮文庫）
- 『ミス・リグビーの幸福』（1985年、早川書房／1987年 - 1988年、ハヤカワ・ミステリ文庫[注 4]）
- 『ふたとおりの終点』（1985年、角川文庫）
- 『彼らがまだ幸福だった頃』（1985年、角川文庫）
- 『ラストシーンの出来ばえ』（1986年、角川文庫）
- 『彼のオートバイ、彼女の島 2』（1986年、角川文庫）
- 『微笑の育てかた』（1986年、角川文庫）
- 『最愛のダーク・ブルー』（1986年、集英社コバルト文庫）
- 『桔梗が咲いた』（1986年、角川文庫）
- 『私は彼の私』（1986年、角川文庫）
- 『時差のないふたつの島』（1987年、新潮文庫）
- 『片岡義男 31 STORIES/1 - 2』（1987年、晶文社）
- 『彼女の心とその周辺』（1987年、東京書籍）
- 『バラッド30曲で1冊』（1987年、角川文庫）
- 『嘘はほんのり赤い』（1987年、角川文庫）
- 『ドアの遠近法』（1987年、祥伝社NON POCHETTE）
- 『彼らに元気が出る理由』（1987年、カドカワノベルズ／1990年、角川文庫）
- 『すこしだけ白、すこしだけ黒』（1987年、角川文庫）
- 『星の数ほど』（1987年、角川文庫）
- 『頬よせてホノルル』（1987年、新潮社／1990年、新潮文庫）
- 『今日は口数が少ない』（1988年、角川文庫）
- 『少年の行動』（1988年、角川文庫）
- 『魚座の最後の日』（1988年、角川文庫）
- 『恋愛小説』（1988年、角川文庫）
- 『浴室で深呼吸』（1987年、祥伝社NON POCHETTE）
- 『長距離ライダーの憂鬱』（1988年、角川文庫）
- 『海を呼びもどす』（1989年、光文社／1993年、光文社文庫／1999年、同文書院）
- 『結婚しよう』（1989年、角川文庫）
- 『ミッチェル』（1989年、東京書籍／1992年、新潮文庫）
- 『五つの夏の物語』（1989年、角川文庫）
- 『彼女と語るために僕が選んだ７つの小説』（1989年、新潮社）
- 『赤い靴が悲しい』（1987年、祥伝社NON POCHETTE）
- 『花のある静かな日』（1989年、角川文庫）
- 『香水と誕生日』（1990年、講談社／1993年、講談社文庫）
- 『口紅と雪の結晶』（1990年、角川文庫）
- 『散ってゆく花』（1990年、角川文庫）
- 『甘く優しい短篇小説』（1990年、新潮社／1993年、新潮文庫）
- 『彼らに元気が出る理由』（1990年、角川文庫）
- 『恋愛小説 2』（1990年、角川文庫）
- 『撮られる彼女たち』（1990年、光文社／1993年、光文社文庫）
- 『少女時代』（1990年、双葉社／1993年、双葉文庫）
- 『雨のなかの日時計』（1991年、角川文庫）
- 『ボーイフレンド・ジャケット』（1991年、角川文庫）
- 『離婚しました』（1991年、角川文庫）
- 『あの影を愛した』（1991年、新潮文庫）
- 『敍情組曲』（1991年、角川文庫）
- 『夏から秋にかけての短編』（1991年、角川文庫）
- 『私はいつも私』（1991年、角川文庫）
- 『なにもないから愛にしましょう』（1991年、祥伝社／ 1994年、祥伝社NON POCHETTE[注 5]）
- 『夏と少年の短篇』（1992年、東京書籍／ 1995年、ハヤカワ文庫JA）
- 『最愛の人たち』（1992年、新潮文庫）
- 『花なら紅く』（1993年、角川文庫）
- 『花までの距離』（1993年、光文社／1997年、中公文庫）
- 『恋愛小説 3』（1993年、角川文庫）
- 『物語の幸福』（1993年、角川文庫）
- 『小説のような人』（1993年、早川書房）
- 『恋愛生活』（1994年、角川文庫）
- 『結婚のヒント』（1994年、角川文庫）
- 『狙撃者がいる』（1994年、角川文庫）
- 『人生模様』（1995年、東京書籍）
- 『波と風のグッド・ニュース』（1995年、マリン企画）
- 『青い色の短篇集』（1995年、中央公論社／1998年、中公文庫）
- 『私も本当はそう思う』（1996年、水魚書房）
- 『東京青年』（1996年、早川書房／ 2002年、角川文庫）
- 『道順は彼女に訊く』（1997年、潮出版社／2001年、角川文庫）
- 『女優たちの短編 five actresses』（1997年、集英社）
- 『小説作法』（1997年、中央公論社）
- 『夏の姉を撮る』（2001年、恒文社21）
- 『七月の水玉』（2002年、文藝春秋）
- 『物のかたちのバラッド』（2005年、アメーバブックス）
- 『青年の完璧な幸福』（2007年、スイッチ・パブリッシング）
- 『白い指先の小説』（2008年、毎日新聞社）
- 『階段を駆け上がる』（2010年、左右社）
- 『木曜日を左に曲がる』（2011年、左右社）
- 『恋愛は小説か』（2012年、文藝春秋）
- 『真夜中のセロリの茎』（2013年、左右社）
- 『短編を七つ、書いた順』（2014年、幻戯書房）
- 『ミッキーは谷中で六時三十分』（2014年、講談社）
- 『この冬の私はあの蜜柑だ』2015年、講談社
- 『たぶん、おそらく、きっとね』2015年、中央公論新社
- 『去年の夏、ぼくが学んだこと』2015年、東京書籍
- 『コーヒーにドーナツ盤、黒いニットのタイ。 1960-1973』2016年、光文社
- 『ジャックはここで飲んでいる』2016年、文藝春秋
- 『と、彼女は言った』2016年、講談社
- 『豆大福と珈琲』2016年、朝日新聞出版 のち文庫
- 『くわえ煙草とカレーライス』2018年、河出書房新社
- 『窓の外を見てください』講談社, 2019.7
- 『彼らを書く』光文社, 2020.4
- 『コミックス作家川村リリカ』中央公論新社, 2020.4
- 『いつも来る女の人』左右社, 2021.5
- 『言葉の人生』左右社, 2021.8
- 『これでいくほかないのよ』亜紀書房, 2022.4

#### エッセイ
- 『町からはじめて、旅へ』（1976年、改版2015年、晶文社／1981年、角川文庫）
- 『サーフシティ・ロマンス』（1978年、角川書店）
- 『アップル・サイダーと彼女』（1979年、角川文庫）
- 『5Bの鉛筆で書いた』（1983年、PHP研究所／1985年、角川文庫）
- 『ブックストアで待ちあわせ』（1983年、新潮社／1987年、新潮文庫）
- 『紙のプールで泳ぐ』（1985年、新潮社／1988年、新潮文庫）
- 『片岡義男〈本読み術〉 私生活の充実』（1987年、晶文社）
- 『彼らと愉快に過ごす』（1987年、小学館）
- 『本についての、僕の本』（1988年、新潮社）
- 『きみを愛するトースト』（1989年、角川文庫）
- 『永遠の緑色』（1990年、岩波書店）
- 『緑の瞳とズーム・レンズ』（1990年、平凡社／1992年、角川文庫）
- 『水平線のファイル・ボックス 読書編』（1991年、光文社）
- 『シヴォレーで新聞配達 雑誌広告で読むアメリカ』（1991年、研究社出版）
- 『絵本についての僕の本 世界の傑作絵本を愉しむ』（1993年、研究社出版）
- 『僕が書いたあの島』（1995年、太田出版）
- 『本を読む人』（1995年、太田出版）
- 『昼月の幸福 エッセイ41篇に写真を添えて』（1995年、晶文社）
- 『自分を語るアメリカ』（1995年、太田出版）
- 『なぜ写真集が好きか』（1995年、太田出版）
- 『アメリカに生きる彼女たち 一九四九〜一九九五 雑誌広告に見るアメリカ女性像』（1995年、研究社出版）
- 『「彼女」はグッド・デザイン』（1996年、太田出版）
- 『彼の後輪が滑った』（1996年、太田出版）
- 『ここは猫の国』（1997年、研究社出版）
- 『赤いボディ、黒い屋根に2ドア アメリカの雑誌広告でたどる275台の自動車の容姿』（1997年、東京書籍）
- 『音楽を聴く』（1998年、東京書籍）
- 『坊やはこうして作家になる』（2000年、水魚書房）
- 『ラハイナまで来た理由』（2000年、同文書院）
- 『半分は表紙が目的だった -100冊のペーパーバックスにアメリカを読む』（2000年、晶文社）
- 『音楽を聴く2 映画。グレン・ミラー。そして神保町の頃』（2001年、東京書籍）
- 『謎の午後を歩く』（2002年、フリースタイル）
- 『文房具を買いに』（2003年、東京書籍）
- 『ナポリへの道』（2008年、東京書籍）
- 『なにを買ったの?文房具。』(2009年、東京書籍）
- 『ピーナツ・バターで始める朝』（2009年、東京書籍）
- 『洋食屋から歩いて5分』(2012年、東京書籍）
- 『歌謡曲が聴こえる』（2014年、新潮新書）
- 『万年筆インク紙』（2016年、晶文社）
- 『珈琲が呼ぶ』（2018年1月、光文社）
- 『あとがき』（2018年10月、晶文社）- 上記まで、150点以上の著者あとがきを刊行順に全収録
- 『珈琲が呼ぶ』（2023年1月、光文社）
- 『カレーライスと餃子ライス』（2023年9月、晶文社）

#### 主に映画評論
- 『ぼくはプレスリーが大好き』（1971年、三一書房／1974年、角川文庫）
「音楽風景」、1991年、シンコー・ミュージック／「エルヴィスから始まった」、1994年、ちくま文庫
- 『10セントの意識革命』（1973年、改版2015年、晶文社）
- 『昨日を超えて、なお…』（小林信彦との対談本、1980年、角川書店、のちに『星条旗と青春と: 対談・ぼくらの個人史』と改題して1984年に角川文庫）
- 『彼女が演じた役―原節子の戦後主演作を見て考える』（1994年、早川書房／1998年、ハヤカワ文庫）
- 『映画を書く 日本映画の謎を解く』（1996年、ハローケイエンターテインメント／2001年、文春文庫）
- 『自分と自分以外 〜戦後60年と今』（2004年、NHKブックス）
- 『影の外に出る 〜日本、アメリカ、戦後の分岐点』（2004年、NHK出版）
- 『吉永小百合の映画』（2004年、東京書籍）
- 『白いプラスティックのフォーク 〜食は自分を作ったか』（2005年、NHK出版）
- 『映画の中の昭和30年代―成瀬巳喜男が描いたあの時代と生活』（2007年、草思社）
- 『一九六〇年、青年と拳銃』（2008年、毎日新聞社）。赤木圭一郎を論ず
- 『僕らのヒットパレード』（2012年、国書刊行会）。小西康陽との共著

#### 写真集
- 『海まで100マイル』photo 佐藤秀明＋片岡義男 note（1981年、晶文社）
- 『カヌーで来た男』写真 佐藤秀明、対談 片岡義男＋野田知佑（1985年、晶文社）
- 『東京のクリームソーダ』（1998年、光琳社）
- 『キャンディを撮った日』（1998年、フレーベル館）
- 『東京を撮る』（2000年、アーツ アンド クラフツ）
- 『東京22章』（2000年、朝日出版社）
- 『撮って、と被写体が囁く』（1998年、小学館文庫）[注 6]
- 『ホームタウン東京 どこにもない故郷を探す』（2003年、ちくま文庫）
- 『東京を記憶する』（2001年、ちくま文庫）
- 『名残りの東京』（2009年、東京キララ社） 版元は河出書房新社
- 『ここは東京』（2010年、左右社）
- 『この夢の出来ばえ』（2012年、サンクチュアリ・パブリッシング）
- 『私は写真機』（2014年、岩波書店）

#### 語学エッセイ
- 『日本語の外へ』（1997年、筑摩書房／2003年、角川文庫／2024年、ちくま文庫）
- 『日本語で生きるとは』（1999年、筑摩書房）
- 『英語で日本語を考える』（2000年、フリースタイル／2024年、ちくま文庫）
- 『英語で日本語を考える 単語篇』（2000年、新版2004年、フリースタイル）
- 『英語で言うとはこういうこと』（2003年、角川oneテーマ21新書）
- 『日本語と英語 - その違いを楽しむ』（2012年、NHK出版新書）
- 『言葉を生きる』（2012年、岩波書店）
- 『翻訳問答 英語と日本語行ったり来たり』（2014年、左右社）。鴻巣友季子との共著

### 翻訳
- カーター・ブラウン『エンジェル！』（1964年、早川書房）
- ダグラス・ヘイズ『キッスオフ』（1965年、早川書房）
- ウェイド・ミラー『殺人鬼を追え 黒い追跡』（1966年、早川書房）[注 7]
- ポール・モロイ『ペナントはモスコーへ』（1967年、ベースボール・マガジン社）[注 8]
- リチャード・スターク『悪党パーカー 犯罪組織』（1968年、早川書房）
- エドウィン・ギルバート『上流社会〈ハイ・ソサエティ〉』（1968年、早川書房）
- リチャード・スターク『悪党パーカー 弔いの像』（1968年、早川書房）
- ヘンリー・プレザンツ『音楽の革命-バロック・ジャズ・ビートルズ』（1971年、晶文社）
- ジョン・クリストファー『草の死』（1971年、早川書房）
- 『ロックの時代』 編訳（1971年、晶文社）
- ジェリー・ホプキンズ『エルビス』（1971年、角川書店）
- ジョン・レノン、ヨーコ・オノ、ヤーン・ウェナー『ビートルズ革命』（1972年、草思社）[注 9]
- ジョン・レノン、ヨーコ・オノ、ヤーン・ウェナー『回想するジョン・レノン』（1972年、草思社）
- ロバート・ジョージ・ライズナー『チャーリー・パーカーの伝説』（1972年、晶文社）
- ブライアン・エプスタイン『ビートルズ神話 エプスタイン回想録』（1972年、新書館）
- ジョン・クリストファー『大破壊』（1973年、早川書房）
- 『ビートルズ詩集』（1973年、角川文庫）
- ボブ・ディラン『タランチュラ』（1973年、角川書店）
- チェスター・ハイムズ『黒の殺人鬼』（1973年、早川書房）
- エドウィン・ホイト『マリリン 嘆きのヴィーナス』（1974年、角川文庫）
- チャールズ・ハンブレット『ハリウッドとの出会いなおしについて語ろう』（1975年、新書館）
- ジョン・レノン『絵本ジョン・レノンセンス』（1975年、晶文社）[注 10]
- マーガレット・クレイヴン『ふくろうが私の名を呼ぶ』（1976年、角川書店）
- ジェリー・ガルシア、チャールズ・ライク、ヤン・ウェナー『自分の生き方をさがしている人のために』（1976年、草思社）
- エドウィン・グッドゴールド、ダン・カーリンスキー『ビートルズクイズ』（1976年、新書館）
- カテリーヌ・ミリネア、キャロル・トロイ『チープ・シック お金をかけないでシックに着こなす法』（1977年、草思社）
- レイモンド・マンゴー『河の旅、森の生活』（1977年、角川文庫）[注 11]
- ロッド・マキューン『ひとり』（1978年、パシフィカ・プレジデント社）
- ロッド・マキューン『父よ』（1978年、パシフィカ・プレジデント社）[注 12]
- ジェイムズ・F・フィックス『奇蹟のランニング ―その効用と方法の完全報告』（1978年、クイック フォックス社）[注 13]
- ジョン・ミリアス『ビッグウェンズデー』（1979年、角川文庫）
- J・G・テーラー・スピンク『裁かれた大リーグ』（1981年、ベースボール・マガジン社）
- アーヴィング・ベニグ『メシア・ストーンズ 聖なる石をもとめて』（1995年、角川春樹事務所）
- ダニエル・ワイル、ピーター・リッチモンド、デイヴッド・ハルバースタム『ベースボール この完璧なるもの』（1996年、ベースボール・マガジン社）
- ジョン・シュナイダー『プレイボール』（1996年、ベースボール・マガジン社）

## 片岡義男と映像作品
※ラジオ番組やレコードなど音声のみの作品も含めて紹介する

### 映画
- ハートブレイクなんてへっちゃら（1977年、監督：竹島将） - 原作・出演（DJ 役）
- 野性号の航海 翔べ 怪鳥モアのように（1978年、監督：門田得三） - ナレーション台本
- スローなブギにしてくれ（1981年、監督：藤田敏八） - 原作
- メイン・テーマ（1984年、監督：森田芳光） - 原作
- 湾岸道路（1984年、監督：東陽一） - 原作
- ボビーに首ったけ（1985年、監督：平田敏夫） - 原作
- 彼のオートバイ、彼女の島（1986年、監督：大林宣彦） - 原作
- エンドレス・サマーII（1994年、監督：ブルース・ブラウン） - 字幕監修

### テレビドラマ
- ハートブレイクなんて、へっちゃら（1988年、NHK総合＆衛星第２、演出：黛りんたろう） - 原作
- 彼女たちのクリスマス（2002年、関西テレビ、演出：村上正典） - 原案

### ラジオドラマ
- ミッドナイト・ポップライブラリー「夏の姉を撮る」＜５回シリーズ＞（2001年6月5日 - 9日、NHK-FM） - 原作[14]

### LP・CD
- W1 TOURING～風を切り裂きバイクは走る～（LPレコード、1978年）※オートバイのエンジン音と排気音のみが収録されているレコード
- 単車!ワインディングロードのヒーローたち（LPレコード、1979年）※2009年にCDで復刻
- W1 & XS-1 Good Times Touring（CD、1993年）※2009年に復刻

### CM
- パイオニア コンポーネントカーステレオ「ロンサム・カーボーイ」（1982年） - ナレーション

## 出演番組
- FM25時 きまぐれ飛行船〜野性時代〜（FM東京、1974年～1988年） - 番組パーソナリティ
- 小西康陽 これからの人生（2011年、NHK-FM） - トークゲスト
- ラジオ深夜便 明日へのことば「小説家として４０年～新作に挑む」（2014年7月13日、NHK-FM＆ラジオ第1） - トークゲスト
- ミュージック・イン・ブック ＜４回シリーズ＞（2014年8月～9月、NHKラジオ第1） - トークゲスト
  - 第１回「自作をめぐる音楽」（2014年8月27日）
  - 第２回「英語と日本語のはざまで」（2014年9月3日）
  - 第３回「思い出の音楽」（2014年9月10日）
  - 第４回「コーヒーと街と音楽と」（2014年9月17日）

## 連載
- ワンダーランド～宝島 「ロンサム・カウボーイ」（晶文社・JICC出版局、1973年～1975年）※初の連作短編小説
- POPEYE「片岡義男のアメリカノロジー」（平凡出版、1977年～1986年）※アメリカ文化を紹介する内容のエッセイ